# 小行星2979
小行星2979（2979 Murmansk）是一颗围绕太阳公转的小行星。1978年10月2日，柳德米拉·朱拉夫寥娃在克里米亚发现了此天体。
該小行星以俄羅斯的城市莫曼斯克命名。
这颗小行星的绝对星等为197.37761等。